# جيش تايوان
جيش جمهورية الصين (تايوان) (بالصينية: 中華民國陸軍) هو أكبر فرع في القوات المسلحة لجمهورية تايوان. يقع ما يقدر بنحو 80 ٪ من الجيش في جغرافيا جزيرة تايوان، بينما يتمركز الباقي في جزر بينغو وكينمن وماتسو ودونغشا وتايبينغ.
منذ الحرب الأهلية الصينية، لم يوقع على أي هدنة أو معاهدة سلام إطلاقا، لذلك ينصب التركيز الأساسي لجيش تايوان على الدفاع والهجوم المضاد ضد الهجوم البرمائي وحرب المدن كخط دفاع نهائي ضد غزو محتمل من قبل جيش التحرير الشعبي الصيني.

## هيكل الجيش
تشمل القوة العاملة حاليا لجيش تايوان 3 جيوش و 5 فيالق. كان عدد ألوية الجيش حتى عام 2005 يبلغ 35 لواءًا تضم 25 لواء مشاة و 5 ألوية مدرعة و 3 ألوية مشاة ميكانيكية. بعد عام 2005 ألغيت جميع ألوية المشاة وتم نقلها إلى قيادة الاحتياط. فيما يجري إدخال نوع جديد من الوحدات يسمى فريق الدفاع.

## تاريخ
نشأ جيش جمهورية الصين من الجيش الثوري الوطني الصيني، الذي أسسه كومينتانغ بقيادة سون يات سين في عام 1924 عندما أسست أكاديمية وامبوا العسكرية بمساعدة عسكرية سوفيتية. كلفت أكاديمية وامبوا العسكرية، التي كان يرأسها شيانغ كاي شيك بهدف تدريب جيش ثوري صيني محترف، لتوحيد الصين خلال عصر أمراء الحرب. وشارك الجيش في الحملة الشمالية والحرب الصينية اليابانية الثانية (خلال الحرب العالمية الثانية) والحرب الأهلية الصينية قبل الانسحاب مع حكومة جمهورية الصين إلى تايوان في عام 1949.

## أنظر أيضا
- وزارة الدفاع الوطني (تايوان)
- القوات الجوية التايوانية
- الوضع السياسي لتايوان

## وصلات خارجية
- صفحة ويب جيش جمهورية الصين (تايوان) نسخة محفوظة 16 أكتوبر 2022 على موقع واي باك مشين. باللغة الإنجليزية